# Cregueira
Cregueira es el nombre de una variedad cultivar de manzano (Malus domestica). Esta manzana es originaria de Galicia, está cultivada en la colección de árboles frutales y banco de germoplasma de Mabegondo con el Nº 279; ejemplares procedentes de esquejes localizados en Seixo, parroquia del municipio de Marín (Pontevedra).

## Sinónimos
- "Manzana Cregueira",[4][5]
- "Maceira Cregueira".

## Características
El manzano de la variedad 'Cregueira' tiene un vigor vigoroso. Tamaño grande y porte erguido.
Época de inicio de brotación a partir del 20 de abril y de floración a partir del 9 de mayo.
Las hojas tienen una longitud del limbo de tamaño corto, con la máxima anchura del limbo es estrecha. Longitud de las estípulas es corta y la máxima anchura de las estípulas es estrecha. Denticulación del borde del limbo es serrado, con la forma del ápice del limbo acuminado y la forma de la base del limbo es obtuso. Con subestípulas ausentes.
Sus flores tienen una longitud de los pétalos corta, con una anchura de los pétalos estrecha, disposición de los pétalos libres
entre sí, con una longitud del pedúnculo corta.
La variedad de manzana 'Cregueira' tiene un fruto de tamaño pequeño, de forma plana-globosa, de color amarillo, con chapa lavada, intensidad pálida. Epidermis de textura suave, sin pruina en su superficie y con presencia de cera débil. Sensibilidad al "russeting" (pardeamiento áspero superficial que presentan algunas variedades) muy poco sensible. Con lenticelas de tamaño mediano.
Los sépalos están dispuestos de forma variable, y superpuestos en su base; su fosa calicina es profunda y de una anchura estrecha. Pedúnculo de grosor medio y de longitud largo, siendo la cavidad peduncular de una profundidad media y de anchura estrecha. Con pulpa de color crema, cuya firmeza es intermedia y su textura es intermedia; su jugosidad es intermedia, con sabor de acidez débil, y aromática.
Época de maduración y recolección a partir del 15 de octubre. 'Cregueira' es una manzana que su destino es la conservación de esta variedad en el banco de germoplasma de Mabegondo como reserva genética.

## Susceptibilidades
- Oidio: no presenta
- Moteado: no presenta
- Raíces aéreas: no presenta
- Momificado: no presenta
- Pulgón lanígero: ataque débil
- Pulgón verde: ataque débil
- Araña roja: no presenta
- Chancro del manzano: no presenta.[3]